# Kleinstreisratten
Die Kleinstreisratten (Microryzomys) sind eine in Südamerika lebende Nagetiergattung aus der Gruppe der Neuweltmäuse. Sie umfassen zwei Arten.
Kleinstreisratten sind sehr kleine Vertreter der Neuweltmäuse. Sie erreichen eine Kopfrumpflänge von 6 bis 10 Zentimeter, wozu noch ein 9 bis 13 Zentimeter langer Schwanz kommt. Ihr weiches Fell ist bräunlich gefärbt, die Unterseite ist heller, meist gräulich.
Diese Tieren leben in den Andenregionen von Kolumbien bis Bolivien und Peru. Sie leben in feuchten Wäldern und Grasländern in 2000 bis 4000 Metern Höhe. Sie sind vorwiegend Bodenbewohner und legen Trampelpfade im Gras oder Moos an.
Es gibt zwei Arten:
- Microryzomys altissimus ist in Kolumbien, Ecuador und Peru beheimatet. Sie kommt bis in 4000 Meter Höhe und ist durch einen kürzeren Schwanz charakterisiert.
- Microryzomys minutus ist von Venezuela bis Bolivien verbreitet. Sie hat einen längeren Schwanz und dürfte im stärkeren Ausmaß in Wäldern vorkommen und auf Bäumen leben.

Keine der beiden Arten ist laut IUCN gefährdet.